# متسلسلة متباعدة
في الرياضيات، متسلسلة متباعدة (بالإنجليزية: Divergent series)‏ هي متسلسلة غير متقاربة. هذا يعني أن المتتالية للمجموع الجزئي للمتسلسلة ليس لها نهاية.
إذا كانت متسلسلة ما متقاربة، فإن المتتالية التي تمثل حدودها، تتقارب ضروريا إلى الصفر. هكذا، متسلسلة حدودها ممثلة بمتتالية لا تقترب من الصفر، هي متسلسلة متباعدة. ولكن شرط اقتراب المتسلسلات يبقى أقوى من ذلك، أي أنه ليس كل المتسلسلات حيث المتتالية التي تمثل حدودها متقاربة إلى الصفر، هي متسلسلات متقاربة أيضا. أبسط مثال على ذلك هو المتسلسلة المتناسقة.
{\displaystyle 1+{\frac {1}{2}}+{\frac {1}{3}}+{\frac {1}{4}}+{\frac {1}{5}}+\cdots =\sum _{n=1}^{\infty }{\frac {1}{n}}.}
بُرهن على انحراف (أو ابتعاد) هاته المتسلسلة من طرف عالم الرياضيات نيكول أورسمه.